# Wisconsin (rzeka)

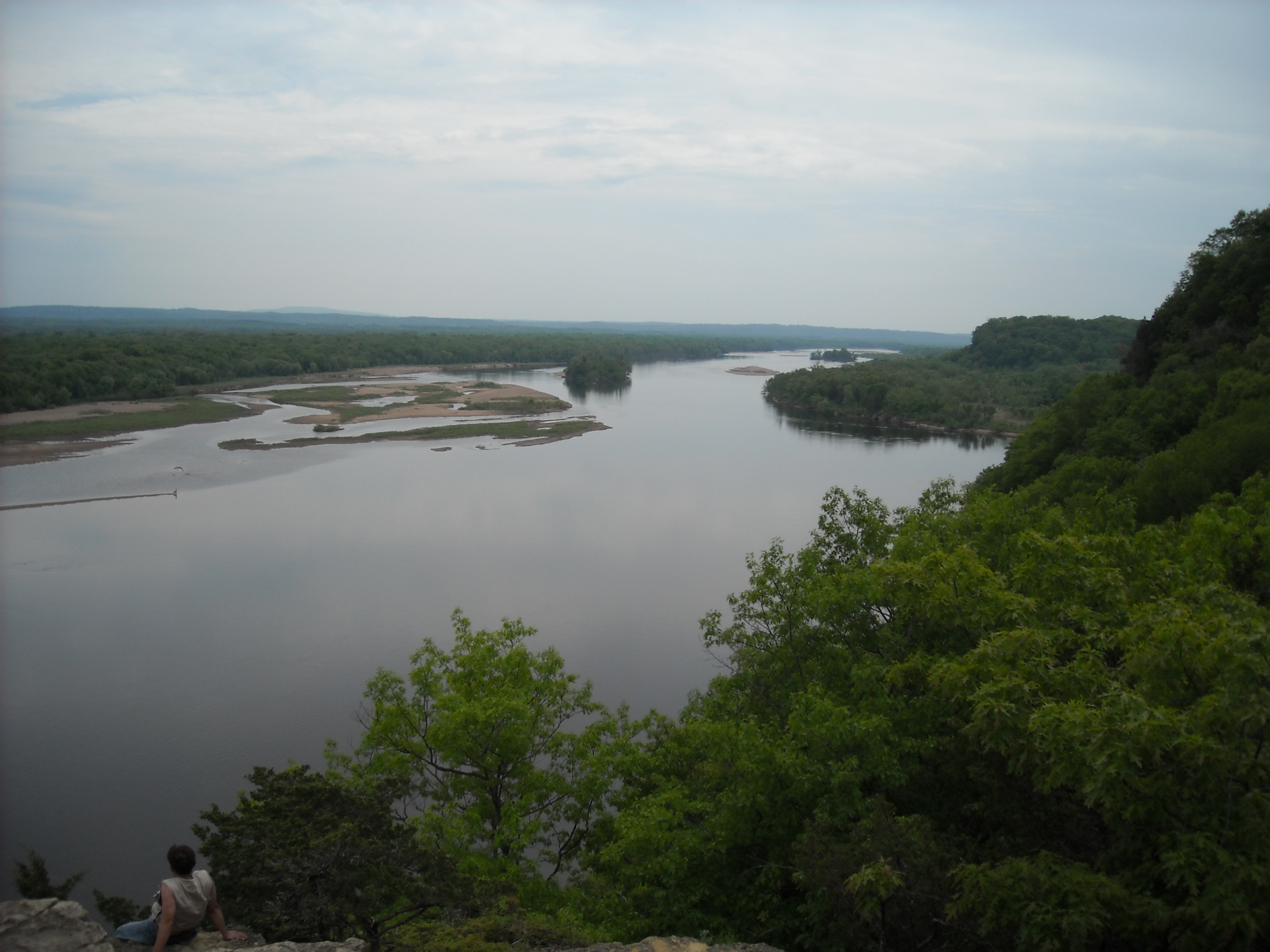
Rzeka Wisconsin widziana ze wzgórza Ferry Bluff (8 km na południowy wschód od Sauk City)

Wisconsin – rzeka w Stanach Zjednoczonych, dopływ Missisipi o długości 692 km i średniej głębokości ok. 8,5 m, przepływa przez stan Wisconsin. Powierzchnia dorzecza wynosi ok. 31 805 km².